# Vera Mügge
Vera Auguste Gertrud Mügge, geborene Ulrich (* 14. April 1911 in Zgierz, Russisches Kaiserreich; † 9. März 1984 in Berlin-Steglitz) war eine deutsche Kostümbildnerin.

## Leben
Nach einer Berufsausbildung an der Berliner Kunstgewerbeschule wurde sie am 7. Februar 1939 von der Ufa als Kostümbildnerin verpflichtet. Mügge kam unter anderem bei dem prestigeträchtigen Farbfilm Frauen sind doch bessere Diplomaten und dem ebenfalls in der Vergangenheit spielenden Propagandafilm Die Rothschilds zum Einsatz.
Ab 1946 arbeitete sie vornehmlich für die DEFA und zeichnete unter anderem für die Opernverfilmungen Die lustigen Weiber von Windsor und Zar und Zimmermann verantwortlich. Seit 1957 war sie besonders für die Berliner CCC-Film des Produzenten Artur Brauner tätig.
Mügge war seit dem 22. Oktober 1937 mit Alexander Mügge verheiratet. Die Eheschließung fand in Berlin-Charlottenburg statt. Vera Mügge starb am 9. März 1984 um 23:15 Uhr in ihrer Wohnung im Pflegewohnheim Haus Leonore in der Leonorenstraße 17–33 in Berlin-Steglitz im Alter von 72 Jahren.

## Filmografie (Auswahl)
- 1939: Sensationsprozeß Casilla
- 1939: Der Stammbaum des Dr. Pistorius
- 1939/41: Frauen sind doch bessere Diplomaten
- 1940: Die Rothschilds
- 1940: Zwischen Hamburg und Haiti
- 1941: Hochzeitsnacht
- 1941: Friedemann Bach
- 1941: Das leichte Mädchen
- 1941: Über alles in der Welt
- 1941: Leichte Muse
- 1942: Hab’ mich lieb!
- 1943: Der kleine Grenzverkehr
- 1944: Junge Adler
- 1944: Liebesbriefe
- 1944: Das Hochzeitshotel
- 1946: Allez Hopp (unvollendet)
- 1948: Beate
- 1950: Der Auftrag Höglers
- 1950: Der Rat der Götter
- 1950: Die lustigen Weiber von Windsor
- 1951: Corinna Schmidt
- 1951: Die Sonnenbrucks
- 1954: Mädchen mit Zukunft
- 1954: Carola Lamberti – Eine vom Zirkus
- 1954: Glückliche Reise
- 1955: Das Fräulein von Scuderi
- 1956: Zar und Zimmermann
- 1957: Gejagt bis zum Morgen
- 1957: Die Schönste
- 1957: Spielbank-Affäre
- 1958: Ist Mama nicht fabelhaft?
- 1958: Meine 99 Bräute
- 1958: Polikuschka
- 1959: Liebe, Luft und lauter Lügen
- 1959: Am Tag, als der Regen kam
- 1959: Aus dem Tagebuch eines Frauenarztes
- 1960: Scheidungsgrund: Liebe
- 1960: Liebling der Götter
- 1960: Kein Engel ist so rein
- 1960: Sabine und die 100 Männer
- 1961: Mein Mann, das Wirtschaftswunder
- 1961: Immer Ärger mit dem Bett
- 1961: Ramona
- 1961: Robert und Bertram
- 1962: Das Geheimnis der schwarzen Koffer
- 1962: Das Testament des Dr. Mabuse
- 1962: Sherlock Holmes und das Halsband des Todes
- 1963: Es war mir ein Vergnügen
- 1964: Fanny Hill
- 1964: Der Fall X 701
- 1965: Ein Volksfeind (TV)
- 1967: Die spanische Puppe (TV)
- 1968: Dynamit in grüner Seide
- 1969: Jacques Offenbach – Ein Lebensbild (TV)
- 1972–73: Butler Parker (TV-Serie)
- 1974: Tatort: Playback oder die Show geht weiter (TV)
- 1974: Ermittlungen gegen Unbekannt (TV)